# Hospital Escuela Eva Perón
El Hospital Escuela Eva Perón es un hospital público general ubicado en la ciudad de Granadero Baigorria, en el norte del área metropolitana del Gran Rosario, en el sur de la provincia de Santa Fe (República Argentina). Depende del Ministerio de Salud de la Provincia de Santa Fe, y es manejado parcialmente por una comisión electa. Se encuentra en la avenida San Martín 1645, sobre la ruta nacional n.º 11.
Tiene 137 camas para pacientes agudos. Presta servicios a la población del norte del Gran Rosario (Granadero Baigorria, la zona norte de la ciudad de Rosario (Argentina), y la localidad de Ibarlucea). Es hospital base de nueve centros de salud, en el Área Programática I de la Zona VIII.
Su nombre es un homenaje a la figura de Eva Perón, ícono del peronismo y creadora de la Fundación Eva Perón.

## Historia
En el año 1948 el entonces gobernador de la provincia de Santa Fe, Waldino Suárez, ante un requerimiento del presidente Juan Domingo Perón, encomendó a sus funcionarios la tarea de ubicar un lugar preciso para la construcción de la monumental obra del futuro Complejo Hospital Escuela-Hogar Escuela en cercanías de la ciudad de Rosario. Luego de evaluar distintas zonas posibles en toda la periferia de Rosario y localidades vecinas, se resolvió que el predio y lugar ideal fueran las 57 ha existentes al norte del Pueblo Paganini al reunir varias razones estratégicas, como ser, la RN 11, el acceso a la RN 34 y la cercana RN 9, la importancia que significaba la vecina estación de trenes del Ferrocarril Central Argentino para el transporte de materiales.
Fue proyectado dentro del Primer Plan Quinquenal del gobierno de Juan Domingo Perón. Las obras fueron diseñadas y proyectadas por el doctor Ramón Carrillo (ministro de Salud Pública de la Nación), reconocido sanitarista y motor fundamental en la ejecución de este tipo de emprendimientos nacionales que se construyeron en todas las provincias y territorios nacionales. El proyecto y dirección lo realizó la Dirección Nacional de Arquitectura del Ministerio de Obras y Servicios Públicos de la Nación (distrito Litoral). En 1950, comienzan las obras adjudicadas a la empresa de capitales Franceses “TREFUL”, que a su vez derivó en otros contratistas la ejecución de las mismas. El hospital fue diagramado con capacidad de 300 camas, y el Hogar Escuela para 1200 niños pupilos y medio pupilos.
A fines de 1954, la estructura del hospital estaba totalmente terminada. Con recursos de la Fundación Eva Perón, en abril de 1955 estuvo completamente equipado, y en condiciones de poder ser habilitado. Se inició una prehabilitación. Sin embargo, cinco meses después, el 16 de septiembre de 1955, el golpe de Estado de Aramburu derrocó al Gobierno constitucional, demoró la plena actividad del Hospital hasta que el «Gobierno de facto» liquidó y expropió los bienes de la Fundación Eva Perón.
El día 24 de septiembre, bajo la orden de intervenir, desmantelar y disolver toda la obra hecha desde la Fundación Eva Perón, la asistente social Marta María Ezcurra (1901-¿?), fundadora de la juventud de la Acción Católica Argentina (en 1931), bajo las órdenes del general golpista Eduardo Lonardi (1896-1956) dispuso la intervención inmediata de cada uno de los institutos peronistas.
El 23 de diciembre de 1955, el dictador Pedro Eugenio Aramburu (1903-1970) ordenó la ocupación militar de cada una de las escuelas hogares. Su política es muy clara: retirar y destruir todos los símbolos de obras del anterior gobierno. Para ello Ezcurra convocó a los miembros de los «comandos civiles» ligados a la Acción Católica Argentina, quienes quemaron pilas de frazadas, sábanas, colchones, medicamentos, etc. y perpetraron el desalojo inmediato de todos los niños y niñas internados en la Clínica de Recuperación.

La atención a los menores era suntuosa, incluso excesiva, y nada ajustada a los normas de sobriedad republicana que convenía para la formación austera de los niños. Aves y pescados se incluían en los variados menúes diarios. Y en cuanto al vestuario, era renovado cada seis meses.
Marta Ezcurra, asistente social de la Acción Católica Argentina

En los hogares escuelas Eva Perón, los niños comían unos 400 g de carne cada día (2,8 kg cada semana). Desde la intervención de Marta Ezcurra, el consumo de carne que los niños gozaban retornó a los valores de la Década Infame (en los años treinta):
- 376 g/semana de carne en los niños de Santiago del Estero
- 499 g/semana de carne en los niños de Catamarca
- 518 g/semana de carne en los niños de La Rioja
- 700 g/semana de carne en los niños de San Juan
- 825 g/semana de carne en los niños de Jujuy[4]

El 27 de diciembre de 1955, el dictador Pedro Eugenio Aramburu (1903-1970) determinó la confiscación de todos los muebles de los hospitales, hogares para niños, hogares escuelas y hogares de tránsito ―entre ellos el mobiliario del hospital Escuela Eva Perón de Baigorria―. Muchos muebles terminaron como botín en las casas de los comandos civiles católicos.
El gobierno de la presidencia de Arturo Frondizi, que sucedió al poder de facto militar, transfirió en 1958 a la Universidad Nacional del Litoral. Y esa casa de altos estudios habilitó definitivamente el Hospital un lunes 3 de abril de 1961. Luego en 1977, estuvo bajo la órbita de la Universidad Nacional de Rosario.
En 1981, la dictadura cívico-militar argentina (1976-1983) lo transfirió a manos provinciales.

## Monumento Histórico Nacional
El 3 de noviembre de 2015, se sancionó el Decreto 2297/2015 declarando Monumento Histórico Nacional, a todos los Hogares Escuela Eva Perón, de la República Argentina. En su Art. 9º dice: -- Declárase monumento histórico nacional al HOGAR ESCUELA N° 9020 “CORONEL JUAN DOMINGO PERÓN” (EX HOGAR ESCUELA “CORONEL JUAN PERÓN”), sito en la Avenida SAN MARTIN N° 2051, Ciudad de GRANADERO BAIGORRIA, PROVINCIA DE SANTA FE (Datos catastrales: Zona: 01 Sec: 01 Bo: 01 Man: 1B Lot: 99 Ord: 99)